# Stephy Tang

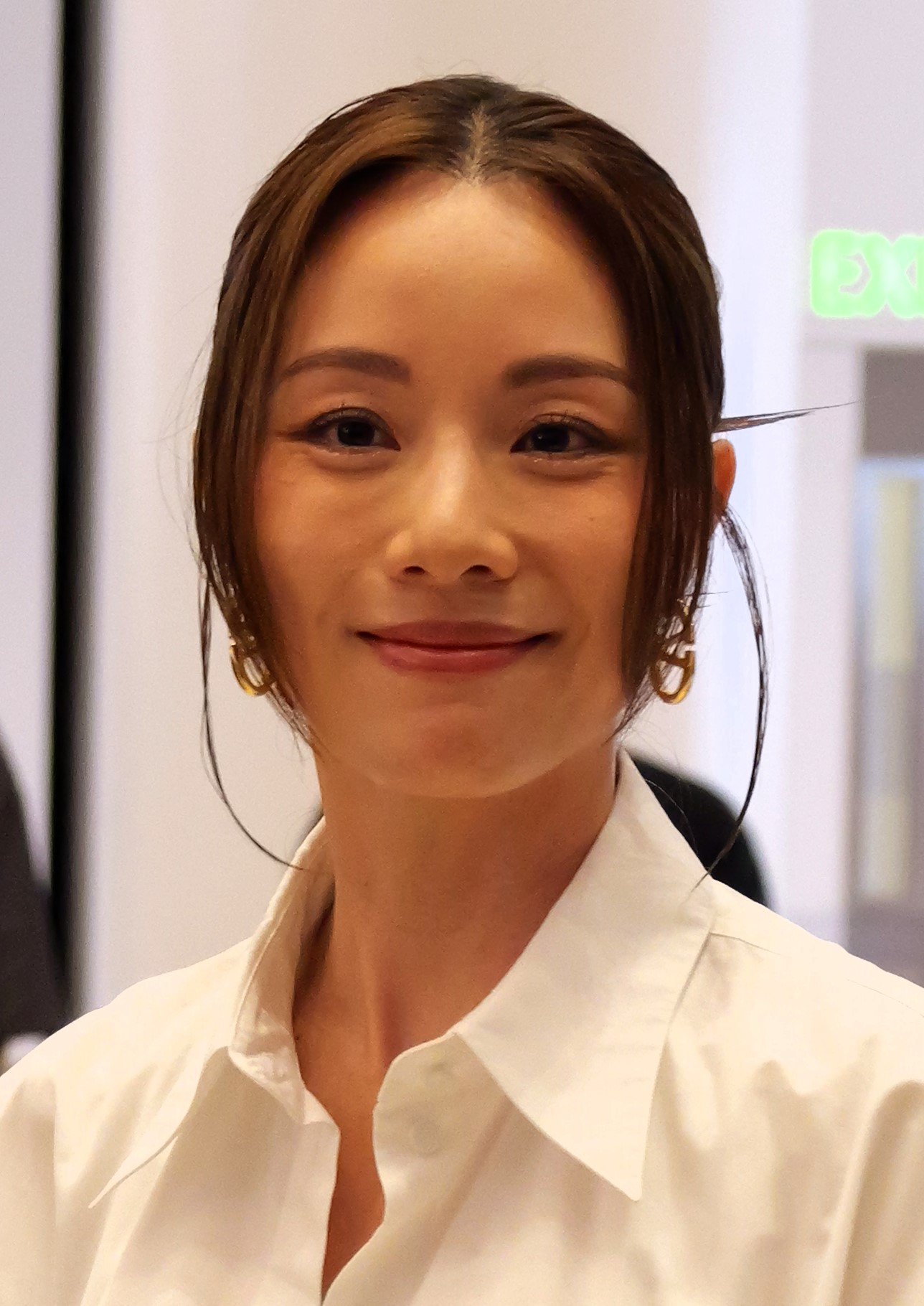
Stephy Tang (2024)

Stephy Tang (chinesisch 鄧麗欣 / 邓丽欣, Pinyin Dèng Lìxīn, Jyutping Dang6 Lai6jan1; * 15. Oktober 1983 in Hongkong, Britische Kronkolonie) ist eine chinesische Sängerin und Filmschauspielerin.

## Musik
Stephy startete ihre Karriere als Sängerin in der Cantopop-Band Cookies. Zur gleichen Zeit hatte sie auch ihre ersten Filmrollen. 2005 erschien ihr Solo-Debütalbum in einem erwachseneren, balladenhaften Stil. Einige Songs auf ihrem ersten Album Coloring Stephy hatten Soft-Jazz Einflüsse. Das Album wurde von IFPI Hongkong mit Gold ausgezeichnet.
Ihr zweites Solo-Album hieß Fantasy. Das Album wurde insgesamt fünfmal aufgelegt, darunter eine Deluxe-Edition mit DVD, die die Musik-Videos zum Album enthielt. Der einzige Unterschied zwischen den vier anderen Auflagen war die Farbe des Album-Covers: rot, gelb, blau und grün, die die vier verschiedenen Motive des Foto-Shootings waren.
Ihr drittes Album von 2007 ist Dating Stephy. Dieses Album bietet ebenfalls verschiedene Cover und drei Monate nach der ursprünglichen Version wurde eine Sonderausgabe veröffentlicht. Das Album verkaufte sich ebenso gut wie die beiden vorangegangenen. Zeitungen kündigten an, dass sich Dating Stephy über 30.000 in einem Monat verkauft habe, und das wäre mindestens Gold wert.
Ihr nächstes Album, ebenfalls von 2007, trug den Titel Stephilosophy. Stephy Tangs erstes Solo-Konzert als Headliner trug den Titel Stephy, See Through Live 2007. Es fand vom 7. – 9. Dezember 2007 in der neu gebauten Halle Star in Hongkong statt. Von diesem Konzert wurde ein Live-Album veröffentlicht. Außerdem spielte sie ein Mandarin-Version von "Breaking Free" aus High School Musical mit Anson Hu.
Tang veröffentlichte ihr neues Album The Red Album im November 2008. Einige Tracks auf diesem Album, wie "女兒红", haben die Aufmerksamkeit der Medien auf die Verbesserung der Stimme von Stephy Tang gelenkt.
Im Juli 2009 veröffentlichte Stephy Tang ihren ersten Roman "陪着我走". Das Buch hat die Form eines Tagebuchs/Fotobuchs von einem Mädchen, das sich kürzlich von ihrem Geliebten getrennt hat. Sie geht auf eine Kreuzfahrt und schreibt über das, was sie sieht und unternimmt.
Sie spielte bis 2016 in einer Reihe von Filmen des Regisseurs Patrick Kong. Für ihre Rolle im Karate-Drama The Empty Hand wurde sie als beste Schauspielerin mit dem Hong Kong Film Critics Society Award ausgezeichnet. Ihre Hauptrolle im Drama My Prince Edward von 2019 wurde mehrfach nominiert.

## Alben

### Cookies
- 2002: Happy Birthday – Cookies
- 2002: Merry Christmas – Cookies

### Mini Cookies
- 2003: All the Best – Cookies
- 2004: 4 Play – Cookies
- 2004: 903 California Red: Eleven Fires Concert – Cookies
- 2004: 4 in Love – Cookies

### Solo
- 2005: Coloring Stephy
- 2006: Fantasy
- 2007: Dating Stephy
- 2007: Stephilosophy
- 2008: The Red Album
- 2009: Music Cafe
- 2010: No One Knows

## Filmografie (Auswahl)
- 2002: Nine Girls and A Ghost
- 2003: Feel 100 % 2003
- 2003: Dragon Loaded
- 2004: Dating Death
- 2004: My Sweetie
- 2006: Marriage With a Fool
- 2006: Love @ First Note
- 2007: Love in Macau
- 2007: Love Is Not All Around
- 2007: In Love with the Dead
- 2008: L For Love♥ L For Lies
- 2008: La Lingerie
- 2008: Nobody’s Perfect (2008)
- 2009: Love Connected
- 2009: Poker King
- 2015: Anniversary
- 2017: Soccer Killer
- 2017: The Empty Hands
- 2019: Invincible Dragon
- 2019: My Prince Edward

## Bücher
- 2006: Bat Yiu Mong Gei
- 2009: Pui Jeuk Ngo Zau